# اوومدالن
اوومدالن (به سوئدی: Umedalen) یک منطقهٔ مسکونی در سوئد است که در بخش اومیا واقع شده‌است.